# Thornapple (Wisconsin)
Thornapple – miasto w Stanach Zjednoczonych, w stanie Wisconsin, w hrabstwie Rusk.